# Cousinia prolifera
Cousinia prolifera là một loài thực vật có hoa trong họ Cúc. Loài này được Jaub. & Spach mô tả khoa học đầu tiên năm 1845.